# Зграда Липота Голдшмита
Зграда Липота Голдшмита подигнута је седамдесетих година 19. века у главној улици Зрењанина, улици краља Александра I Карађорђевића, у оквиру Старог градског језгра, као Просторно културно-историјске целине од великог значаја.
Зграда носи име по јеврејском трговцу Липоту Голдшмиту који је у њој имао трговину конфекције разноврсних тканина коју је основао 1906. године. У њој се налазила и његова радионица за кројачки занат.

## Изглед
Доградње објеката и преправке фасада биле су честе појаве у 19. веку, нарочито у главној улици у којој је живео богатији слој грађана. Они су, угледајуђи се на суседне градове тадашње Угарске, најчешће желели да имају сличне куће направљене по најновијој „моди”. На тај начин су постали главни преносиоци стилских промена у архитектури.
Иако је кућа споља доста измењена, ипак у основи није изгубила свој првобитни архитектонски склоп. Посматрано у целини, архитекта Иштван Барт је управо својим искуством и умећем на примеру ове куће, постигао да она својом новом декорацијом у виду динамичних геометријских линија и уптребом полихромије, делује савременије у односу на све остале куће десног фронта које су компоноване у стилу академизма.
Осим уличне фасаде, којој је очуван изглед из периода реконструкције, ентеријер је претрпео драстичне измене, а унутрашње двориште је покривено лаком челичном конструкцијом и лимом, те је тако постало интегралан део унутрашњег простора.